# Petărtj
Petărtj (bulgariska: Петърч) är ett distrikt i Bulgarien.   Det ligger i kommunen obsjtina Kostinbrod och regionen Sofijska oblast, i den västra delen av landet, 22 km nordväst om huvudstaden Sofia.